# انتخابات پارلمانی تاجیکستان (۲۰۲۵)
انتخابات پارلمانی تاجیکستان (۲۰۲۵) — انتخابات (مجلس نمایندگان) و مجلس عالی تاجیکستان بود که در ۲ مارس ۲۰۲۵ برگزار شد. این هفتمین انتخابات پارلمانی جمهوری تاجیکستان است که در آن ۶۳ نماینده انتخاب شدند.
انتخابات برای ششمین بار متوالی با پیروزی حزب دموکراتیک خلق تاجیکستان به رهبری رئیس‌جمهور امامعلی رحمان که از سال ۱۹۹۴ بدون تغییر در قدرت بوده، به پایان رسید. حزب حاکم ضمن حفظ موقعیت خود، در مقایسه با انتخابات پارلمانی قبلی ۲ کرسی دیگر نیز به دست آورد و جایگاه خود را در مجلس عالی مستحکم‌تر کرد.
علاوه بر حزب دموکراتیک خلق، حزب کشاورزی، حزب اصلاحات اقتصادی، حزب سوسیالیست و حزب دموکراتیک نیز کرسی‌هایی را به دست آوردند. حزب کمونیست نیز نتوانست وارد پارلمان شود.

## وضعیت سیاسی پیش از انتخابات
علاوه بر حزب حاکم دموکراتیک خلق، احزاب وفادار به این حزب نیز در انتخابات مجلس نمایندگان شرکت کردند. حزب سوسیال دموکرات اپوزیسیون پس از مرگ رهبر و دستگیری معاونش از شرکت در انتخابات خودداری کرد. 
ODIHR سازمان امنیت و همکاری اروپا در نظارت بر انتخابات شرکت نکرد.
به عقیده ناظران و تحلیلگران سیاسی، انتخابات یک رویداد صوری برای حاکمیت است و احزاب معرفی‌شده «دست‌نشانده» هستند.
نظرسنجی‌های رسانه‌ها حاکی از عدم آگاهی رای‌دهندگان از نامزدها است.
مدیر سازمان تحلیلی Central Asia Due Diligence این وضعیت را «نمونه‌ای از رژیم‌های اقتدارگرا» می‌داند.

## نظام انتخاباتی
۶۳ عضو مجلس نمایندگان به دو روش انتخاب می‌شوند: ۴۱ عضو در حوزه‌های تک‌کرسی با استفاده از نظام دو مرحله‌ای انتخاب می‌شوند، در حالی که ۲۲ کرسی با نظام تناسبی نمایندگی در یک حوزه انتخابیه سراسری واحد، با حد نصاب انتخاباتی ۵٪ انتخاب می‌شوند. رای‌دهندگان یک رای واحد برای یک نامزد در حوزه انتخابیه تک‌کرسی خود می‌دهند، و مجموع آرای دریافتی در تمام حوزه‌های انتخابیه برای تعیین کرسی‌های تناسبی استفاده می‌شود. در هر حوزه انتخابیه، میزان مشارکت رای‌دهندگان باید حداقل ۵۰٪ باشد تا انتخابات معتبر اعلام شود.
بیست و پنج نفر از ۳۳ عضو مجلس ملی به طور غیرمستقیم توسط شوراهای ناحیه و شهر از پنج استان تاجیکستان برای یک دوره پنج ساله انتخاب می‌شوند و هر استان تعداد مساوی نماینده دارد. هشت عضو دیگر توسط رئیس‌جمهور منصوب می‌شوند.

## نتایج
|                                    |                        |      |   |               |            |        |        |        |
| حزب                                | حزب                    | آراء | ٪ | کرسی‌ها        | کرسی‌ها     | کرسی‌ها | کرسی‌ها | کرسی‌ها |
| حزب                                | حزب                    | آراء | ٪ | حوزه انتخابیه | فهرست حزبی | مجموع  | +/−    |        |
|                                    | حزب دموکراتیک خلق      | ۰    | – | ۳۷            | ۱۲         | ۴۹     | +۲     |        |
|                                    | حزب کشاورزی            | ۰    | – | ۲             | ۵          | ۷      | ۰      |        |
|                                    | حزب اصلاحات اقتصادی    | ۰    | – | ۲             | ۳          | ۵      | ۰      |        |
|                                    | حزب سوسیالیست          | ۰    | – | ۰             | ۱          | ۱      | ۰      |        |
|                                    | حزب دموکراتیک          | ۰    | – | ۰             | ۱          | ۱      | ۰      |        |
|                                    | حزب کمونیست تاجیکستان  | ۰    | – | ۰             | ۰          | ۰      | –۲     |        |
| علیه همه                           | علیه همه               | ۰    | – | –             | –          | –      | –      |        |
| کل                                 | کل                     |      |   | ۴۱            | ۲۲         | ۶۳     | ۰      |        |
|                                    |                        |      |   |               |            |        |        |        |
| کل آراء                            | کل آراء                |      | – |               |            |        |        |        |
| رأی‌دهندگان ثبت‌نام کرده             | رأی‌دهندگان ثبت‌نام کرده |      | – |               |            |        |        |        |
| منبع: تایمز آسیای مرکزی, اینترفاکس |                        |      |   |               |            |        |        |        |

## واکنش‌ها
روسیه، چین و همسایگان آسیای مرکزی تاجیکستان نتایج انتخابات را تایید کردند، در حالی که سازمان امنیت و همکاری اروپا به دلیل عدم وجود "تضمین‌های رسمی" مبنی بر اجازه انجام کارشان از اعزام ناظر خودداری کرد. کمیسیون انتخابات تاجیکستان همچنین به رسانه‌های غیروابسته به دولت تاجیکستان، از جمله شعبه محلی رادیو اروپای آزاد/رادیو آزادی و آسیا-پلاس، به دلیل مسائل اداری، مجوز فعالیت صادر نکرد.